# Stazione di Codigoro
La stazione di Codigoro è la stazione ferroviaria capolinea della ferrovia Ferrara-Codigoro. Serve la città di Codigoro, in provincia di Ferrara.
La gestione è affidata alla società Ferrovie Emilia Romagna (FER).

## Storia
La stazione entrò in servizio all'apertura della linea ferroviaria, il 10 gennaio 1932.
Durante la seconda guerra mondiale il ponte girevole sul Po di Volano, in ingresso a Codigoro, andò distrutto. Il servizio ferroviario, che era stato interrotto il 4 febbraio 1945, riprese il 1 gennaio 1946 tra Ferrara Porta Reno e il capolinea provvisorio di Codigoro Darsena; il servizio per Codigoro fu ripristinato solo il 27 luglio 1946, grazie alla ricostruzione del ponte girevole.

## Strutture e impianti
È presente un fabbricato viaggiatori.
Il piazzale è dotato di 3 binari, di cui 2 per il servizio viaggiatori, serviti da marciapiedi di lunghezza compresa tra 103 e 125 metri e alti 25 cm. Non sono presenti sottopassi.

## Movimento
La stazione è servita da treni regionali della relazione Ferrara-Codigoro. I treni sono svolti da Trenitalia Tper nell'ambito del contratto di servizio stipulato con la regione Emilia-Romagna.
Nei giorni festivi il servizio ferroviario è sostituito da quattro coppie di autocorse.
A novembre 2019, la stazione risultava frequentata da un traffico giornaliero medio di circa 372 persone (129 saliti + 243 discesi).